# Polling in Tirol
Polling in Tirol è un comune austriaco di 1 073 abitanti nel distretto di Innsbruck-Land, in Tirolo.